# 阿靈頓高級中學
阿靈頓高中是一所位於美國明尼蘇達州聖保羅市北邊的公立高中，隸屬於聖保羅公立學校系統（Saint Paul Public Schools），採三年學制，分9－12年級。2007年時該校共有1825名學生。阿靈頓高中是聖保羅市唯一沒有學區劃分的高中，它的學生來自整座城市，因此擁有相當比例的中低收入戶學生與非裔、拉丁裔與亞裔學生。

## 歷史
早在1991年時聖保羅市就已有籌設新高中的呼聲，以解決現有高中嚴重的人數爆滿的情形。1974年時，僅有約53%的聖保羅市兒童進入公立學校系統就讀，但到了1990年時，這個數字成長為67%。為了因應越來越多學生選擇就讀公立學校的情況，一個民間團體曾提議要將九年級的學生遷回低年級校舍，以騰出空間容納更多新生。由於這些新生大多來自市郊，因此提議在此設立新高中的想法也漸漸浮現。

### 選址
為了容納新生，市政當局曾考慮過將商業大樓轉為校舍的可能性。當時新建校舍有兩個地點較適合，一個鄰近明尼蘇達州博覽會場（Minnesota State Fairgrounds），而另一個則是學校的現址。然而，由於前者曾是汽車廢棄場的所在地，官員們擔心清理費用會十分龐大，因此選擇了後者。後者的土地來自一個廢棄的住宅區，相較於前者而言的確較為乾淨。批評者曾表示選址太過靠近科莫公園中學（Como Park Senior High School）與詹森高中（Johnson Senior High School），有企圖瓜分兩者學生來源的嫌疑。最後估計興建新高中的費用是5430000美元，因此最後市府同意發行兩千萬美元的債券以支付這筆巨大的金額。工程最後由克努特松建築公司（Knutson Construction Company）得標。

### 命名
由於阿靈頓高中是聖保羅市自1970年代以後成立的第一所高中，當時根本沒人想到四十年後會需要設立新的高中。為此市政當局便公開舉行了命名的活動。當時有兩個名字脫穎而出，即取自地名的「阿靈頓高中」（Arlington Senior High School）與來自一所已於1976年關閉的高中的校名「機械藝術高中」（Mechanic Arts Senior High School），後者並受到該校校友的支持。為了取得命名權，他們甚至組成遊說團體向法官遊說。然而，最後教育委員會仍以5－2票決定以地名阿靈頓為新設立的高中命名。

## 校園
在阿靈頓高中以前，聖保羅公立學校系統內的學校都沒有採用過新式科技，因此在校舍的建築中便採用了當時最新的建築技法，以確保將來學校可以有多餘的空間增添設備。學校因此也擁有許多高科技設備。
阿靈頓高中位在一個住宅區裡，佔地約120,000平方公尺。校舍外觀由又高又窄的窗戶與弧型的外觀組成，這使批評家認為這個設計簡直像是位在郊區的商務花園（Business park）一樣。這樣的設計同時也使不同年級的學生被有效分離開來，從而使學校易於管理學生。

## 學生
和其它聖保羅高中不一樣的是，阿靈頓高中的學生來自全市各地。阿靈頓高中在2006－2007學年度時共有1825名學生，其中約48%為亞裔、46%為非裔、拉丁裔與其它少數族裔，白人學生在該校佔相對少數，僅有5%。因此阿靈頓高中的學生英語水平大多有限，其中有14%的學生需接受特殊教育。阿靈頓高中同時也是擁有最多中低收入戶學生的聖保羅公立高中，有不少學生申請免費或補助營養午餐。